# Emberizoidinae
Emberizoidinae (Чорнощоковівсяночні) — підродина горобцеподібних птахів родини саякових (Thraupidae), що включає 2 роди і 18 видів. Представники цієї підродини поширені від південно-західної Коста-Рики і Панами через Південну Америку до півночі аргентинської Патагонії.

## Таксономія
Представників підродини Emberizoidinae традиційно відносили до родини вівсянкових (Emberizidae), однак за результатами молекулярно-філогенетичних досліджень вони були переведений до родини саякових (Thraupidae). Молекулярно-філогенетичне дослідження Barker et al. (2013) показало монофілітичність цієї групи, що було підтверджено дослідженням Burns et al. (2014). 
Результати цих досліджень також показали, що Emberizoidinae є сестринською кладою по відношенню до підродини Saltatorinae. На відміну від зернолусків, які ведуть переважно деревний спосіб життя, представники підродини Emberizoidinae живуть переважно на луках і ведуть наземний спосіб життя. Необхідні подальші дослідження до підтвердження філогенетичних зв'язків між двома підродинами.

## Роди
- Чорнощока вівсянка (Coryphaspiza) — 1 вид (рід монотиповий)
- Пампасник (Embernagra) — 2 види
- Трав'янець (Emberizoides) — 3 види